# Norbert Felsinger
Norbert Felsinger, né le 17 juillet 1939, est un patineur artistique autrichien. Il est septuple champion d'Autriche dans les années 1950, vice-champion d'Europe en 1960 et il participe aux Jeux olympiques d'hiver de 1956 et de 1960.

## Biographie

### Carrière sportive
Norbert Felsinger est septuple champion d'Autriche entre 1954 et 1960. Son club de patinage est le Wiener Eislauf Verein (WEV) implanté dans la capitale autrichienne.
Il représente son pays à sept championnats européens (1954 à Bolzano, 1955 à Budapest, 1956 à Garmisch-Partenkirchen, 1957 à Colorado Springs, 1958 à Bratislava, 1959 à Davos et 1960 à Garmisch-Partenkirchen), sept mondiaux (1954 à Oslo, 1955 à Vienne, 1956 à Garmisch-Partenkirchen, 1957 à Colorado Springs, 1958 à Paris, 1959 à Colorado Springs et 1960 à Vancouver), et à deux Jeux olympiques d'hiver (1956 à Cortina d'Ampezzo et 1960 à Squaw Valley).
Il conquiert deux médailles européennes lors de sa carrière : le bronze en 1959 à Davos derrière le tchèque Karol Divín et le français Alain Giletti, et l'argent en 1960 à Garmisch-Partenkirchen derrière de nouveau le français Alain Giletti.
Il arrête les compétitions sportives après les mondiaux de 1960.

## Palmarès
| Compétitions            | 1953 | 1954 | 1955 | 1956 | 1957 | 1958 | 1959 | 1960 |
| Jeux olympiques         |      |      |      | 7e   |      |      |      | A    |
| Championnats du monde   |      | 9e   | 7e   | 8e   | 6e   | 13e  | 9e   | 4e   |
| Championnats d'Europe   |      | 6e   | 4e   | 6e   | 5e   | 5e   | 3e   | 2e   |
| Championnats d'Autriche | 3e   | 1er  | 1er  | 1er  | 1er  | 1er  | 1er  | 1er  |
| Légende : A = Abandon   |      |      |      |      |      |      |      |      |